# Wergeld
Wergeld (formas alternativas: weregild, wergild, weregeld, etc.) fue una forma de compensación del Derecho germánico, normalmente era un pago como reparación exigido a una persona culpable de homicidio u otro tipo de muerte ilegal, aunque también podía ser exigido por cualquier otro crimen serio.

## Datos generales
El pago del Wergeld fue un mecanismo legal, muy importante en las sociedades del norte de Europa, como la vikinga o la anglosajona, durante la Alta Edad Media; la otra forma de reparación en esa época era la venganza sangrienta blutrache. El pago se hacía normalmente al clan familiar. Si el pago no se realizaba, o era rechazado por el bando ofendido, solía derivar a una constante deuda de sangre.
El tamaño del Wergeld en casos de asesinato venía impuesto por el rango social de la víctima. En los casos de esclavos o thralls (esclavos en la cultura escandinava), no se estipuló ningún precio, aunque era común realizar un pago simbólico en el caso del thrall y el valor del esclavo en su caso. Un clásico ejemplo de una disputa por un Wergeld de un esclavo se narra en la Saga de Egil Skallagrímson.
Este impuesto era también conocido por los celtas, quienes lo denominaban ericfine en Irlanda y galanas en Gales, y por los pueblos eslavos que lo llamaban vira ("вира") en Rusia y główczyzna en Polonia.

## Etimología
La palabra Wergeld está compuesta por were, que significa "hombre", y geld, que significa "pago"; la palabra significaría "precio de un hombre". Etimológicamente, were está relacionado con el término latino vir. Geld es la raíz de la palabra inglesa gilt (dorado, de color dorado), como 'Gold', que significa: 'Oro'. Hoy en día, la palabra Geld sigue significando "dinero" en lenguas como el holandés, el yiddish y el alemán.